# NGC 587
NGC 587 is een balkspiraalstelsel in het sterrenbeeld Driehoek. Het hemelobject werd op 27 augustus 1862 ontdekt door de Duits-Deense astronoom Heinrich Louis d'Arrest.

## Synoniemen
- PGC 5746
- UGC 1100
- MCG 6-4-37
- ZWG 521.45
- IRAS01296+3506